# 3-я пехотная дивизия (РОА)
700-я пехотная дивизия (нем. 700. (Russische) Infanterie-Division) или 3-я пехотная дивизия РОА — тактическое соединение сухопутных войск вооружённых сил КОНР воевавшее на стороне нацистской Германии в период Второй мировой войны.

## История подразделения
Формирование дивизии началось в первой половине февраля 1945 года на военном полигоне в районе города Мюнзинген. Это было третье подразделение вооружённых сил КОНР (пехотная дивизия № 700 вермахта).
С самого начала подразделение возглавил генерал-майор М. М. Шаповалов. Начальником штаба был назначен полковник И. А. Богданов, а затем им стал полковник А. Н. Высоцкий.
Подразделение формировалось из пленных красноармейцев и остарбайтеров. К концу войны дивизия смогла насчитывать около 10 тысяч человек, но они не были вооружены. Генерал М. М. Шаповалов пытался обеспечить дивизию оружием, но эти попытки не увенчались успехом.
В конце апреля 1945 года 3-я дивизия встретилась с частями 1-й Русской национальной армии генерала-майора Б. А. Смысловского (Артур Хольмстон). По словам Бориса Алексеевича Смысловского, генерал М. М. Шаповалов получил два противоположных приказа — один из Ставки ВС КОНР, а другой — от командования Вермахта. Первый приказ требовал, чтобы генерал следовал в район Вангена — через Фюссен — в Чехословакию. А второй — чтобы он шёл в Фельдкирх, на соединение с 1-й РНА. Попав в такое затруднительное положение, командир 3-й дивизии Шаповалов, не имевший на руках приказа, что он поступает в распоряжение Смысловского, продолжил выполнять директиву Власова и ушёл в Чехию.
В первые дни мая 1945 года произошло соединение с 1-й пехотной дивизией РОА генерала С. К. Буняченко. Чтобы это произошло, генерал М. М. Шаповалов лично вылетел в штаб дивизии. Через несколько суток генералы-майоры приняли нелёгкое решение — уйти на запад и сдаться американским войскам.
9 мая 1945 года дивизия капитулировала в районе чешского города Чески-Крумлов.